# Mira Nair
Mira Nair (ur. 15 października 1957 w Rourkela) – indyjska reżyserka, scenarzystka i producentka filmowa.

## Życiorys
Studiowała na uniwersytecie w Delhi. W wieku 19 lat wyjechała do Stanów Zjednoczonych, gdzie rozpoczęła studia na Uniwersytecie Harvarda. Karierę filmową zaczęła od filmów dokumentalnych, w pełnym metrażu debiutowała w 1988.
Salaam Bombay! został w następnym roku nominowany do Oscara dla najlepszego filmu zagranicznego. W 1991 powstaje Mississippi Masala z Denzelem Washingtonem, obraz nawiązujący do wydarzeń rozgrywających się w Ugandzie pod rządami Idi Amina.
W następnych latach zrealizowała m.in. Rodzinę Perezów (1995) oraz telewizyjną Moją własną ojczyznę (1998).
Z ciepłym przyjęciem spotkał się komediodramat Monsunowe wesele (2001), opowiadający o bogatej hinduskiej rodzinie przygotowującej się do ślubu córki. Film zdobył Złotego Lwa na 58. MFF w Wenecji.
W 2004 wyreżyserowała adaptację powieści Williama Thackeraya Vanity Fair. Targowisko próżności z Reese Witherspoon w roli głównej.
Zasiadała w jury konkursu głównego na 43. MFF w Cannes (1990). Przewodniczyła obradom jury na 52. MFF w Berlinie (2002).
Chętnie współpracuje z Sooni Taraporevala.

## Reżyseria
- Salaam Bombay! (1988)
- Mississippi Masala (1991)
- Kamasutra (Kama Sutra: A Tale Of Love, 1996)
- Moja własna ojczyzna (My Own Country, 1998)
- 11.09.01 (2001) – segment
- Monsunowe wesele (Monsoon Wedding, 2001)
- Vanity Fair. Targowisko próżności (Vanity Fair, 2004)
- Imiennik (The Namesake, 2006)
- Migration (krótkometrażowy, 2007)
- Zakochany Nowy Jork (New York, I Love You, 2008) – segment
- Amelia Earhart (Amelia, 2009)